# Паулаускайте, Виргиния
Вирги́ния Паула́ускайте (лит. Virginija Paulauskaitė; род. 3 марта 1972) — литовская кёрлингистка и тренер по кёрлингу.
В составе женской сборной Литвы участник шести чемпионатов Европы (лучший результат — четырнадцатое место в 2018). В составе смешанной сборной Литвы участник чемпионата мира 2015 (заняли тридцать второе место) и двух чемпионатов Европы (лучший результат — девятнадцатое место место в 2007). В составе смешанной парной сборной Литвы участник двух чемпионатов мира (лучший результат — двадцать четвёртое место в 2016). В составе женской сборной ветеранов Литвы серебряный призёр чемпионата мира среди ветеранов 2024.
В «классическом» кёрлинге играет на позиции четвёртого. Скип команды.
Занимается кёрлингом с 2004.

## Достижения
- Чемпионат Литвы по кёрлингу среди женщин: золото (2014, 2015, 2016, 2018, 2021, 2022, 2023, 2024), серебро (2017, 2019).
- Чемпионат Литвы по кёрлингу среди смешанных пар: бронза (2019).
- Чемпионат мира по кёрлингу среди ветеранов: серебро (2024).

## Команды
| Сезон                          | Четвёртый             | Третий                   | Второй               | Первый              | Запасной                                                                       | Турниры                              |
| ------------------------------ | --------------------- | ------------------------ | -------------------- | ------------------- | ------------------------------------------------------------------------------ | ------------------------------------ |
| 2006—07                        | Виргиния Паулаускайте | Ruta Norkiene            | Evelina Alekseijenko | Rasa Smaliukiene    | Evelina Norkiene                                                               | ЧЕ 2006 (21 место)                   |
| 2007—08                        | Виргиния Паулаускайте | Evelina Alekseijenko     | Ruta Norkiene        | Rasa Smaliukiene    |                                                                                | ЧЕ 2007 (19 место)                   |
| 2016—17                        | Виргиния Паулаускайте | Lina Januleviciute       | Asta Vaicekonyte     | Ольга Двоеглазова   | Grazina Eitutiene тренер: Allen Gulka                                          | ЧЕ 2016 (18 место)                   |
| 2017—18                        | Виргиния Паулаускайте | Lina Januleviciute       | Asta Vaicekonyte     | Ольга Двоеглазова   | Grazina Eitutiene тренер: Allen Gulka                                          | ЧЕ 2017 (17 место)                   |
| 2018—19                        | Виргиния Паулаускайте | Lina Januleviciute       | Asta Vaicekonyte     | Ольга Двоеглазова   | Grazina Eitutiene тренер: Ансис Регжа                                          | ЧЕ 2018 (14 место)                   |
| 2019—20                        | Виргиния Паулаускайте | Ольга Двоеглазова        | Dovile Aukstuolyte   | Рута Блажене        |                                                                                | [ 5 ]                                |
| 2021—22                        | Виргиния Паулаускайте | Ольга Двоеглазова        | Dovile Aukstuolyte   | Рута Блажене        | тренер: Vygantas Zalieckas                                                     | ЧЕ 2021 (15 место)                   |
| 2022—23                        | Виргиния Паулаускайте | Ольга Двоеглазова        | Dovile Aukstuolyte   | Рута Блажене        | Юстина Залецкене тренеры: Egle Cepulyte, Vygantas Zalieckas                    | ЧЕ 2022 (13 место)                   |
| 2023—24                        | Виргиния Паулаускайте | Ольга Двоеглазова        | Рута Блажене         | Юстина Залецкене    | Мигле Кюдите тренеры: Egle Cepulyte, Vygantas Zalieckas                        | ЧЕ 2023 (12 место)                   |
| 2023—24                        | Виргиния Паулаускайте | Rasa Veronika Jasaitiene | Jolanta Sulinskiene  | Gaiva Valatkiene    | Egle Cepulyte тренер: Ольга Двоеглазова                                        | ЧМВ 2024                             |
| 2024—25                        | Виргиния Паулаускайте | Ольга Двоеглазова        | Мигле Кюдите         | Рута Блажене        | Юстина Залецкене (ЧМ) тренеры: Egle Cepulyte (ЧЕ, ЧМ), Vygantas Zalieckas (ЧЕ) | ЧЕ 2024 (8 место) ЧМ 2025 (13 место) |
| Кёрлинг среди смешанных команд |                       |                          |                      |                     |                                                                                |                                      |
| 2007—08                        | Виргиния Паулаускайте | Vygantas Zalieckas       | Evelina Alekseijenko | Paulius Kamarauskas | Piotras Gerasimovicius                                                         | ЧЕСК 2007 (19 место)                 |
| 2009—10                        | Виргиния Паулаускайте | Piotras Gerasimovicius   | Giedre Vilcinskaite  | Paulius Rymeikis    |                                                                                | ЧЕСК 2009 (22 место)                 |
| 2015—16                        | Виргиния Паулаускайте | Matas Cepulis            | Lina Januleviciute   | Augustas Cepla      |                                                                                | ЧМСК 2015 (32 место)                 |
| Кёрлинг среди смешанных пар    |                       |                          |                      |                     |                                                                                |                                      |
| 2015—16                        | Виргиния Паулаускайте | Тадас Вискупайтис        |                      |                     | тренер: Allen Gulka                                                            | ЧМСП 2016 (24 место)                 |
| 2017—18                        | Виргиния Паулаускайте | Тадас Вискупайтис        |                      |                     | тренер: Allen Gulka                                                            | ЧМСП 2018 (28 место)                 |
| 2018—19                        | Виргиния Паулаускайте | Тадас Вискупайтис        |                      |                     | тренер: Allen Gulka                                                            | ЧЛСП 2019                            |

(скипы выделены полужирным шрифтом)

## Результаты как тренера национальных сборных
| Год  | Турнир                                                   | Сборная               | Место |
| ---- | -------------------------------------------------------- | --------------------- | ----- |
| 2016 | Чемпионат мира по кёрлингу среди юниоров (группа Б) 2016 | Литва (юниоры муж.)   | 19    |
| 2016 | Чемпионат мира по кёрлингу среди ветеранов 2016          | Литва (ветераны жен.) | 17    |